# ۱۶۸ (میلادی)

## رویدادها
- در دودمان چینی هان، امپراتور هان هوآندی جای خود را به هان لینگدی دارد.
- سزار مارکوس آرلیوس و وروس، یکی از تیره‌های ژرمن به نام مارکومانی را به منطقه داسیا (حدوداً رومانی امروز) واپس راندند.